# E89 (trasa europejska)
E89 – trasa europejska pośrednia północ-południe, biegnąca przez środkową Turcję azjatycką.
E89 zaczyna się koło wsi Gerede w północnej Anatolii, gdzie odbija od trasy europejskiej E80. Biegnie szlakiem autostrady O4 przez Kizilcahamam do Ankary, gdzie łączy się z trasami europejskimi E88 i E90.
Ogólna długość trasy E89 wynosi około 139 km.